# TI-55

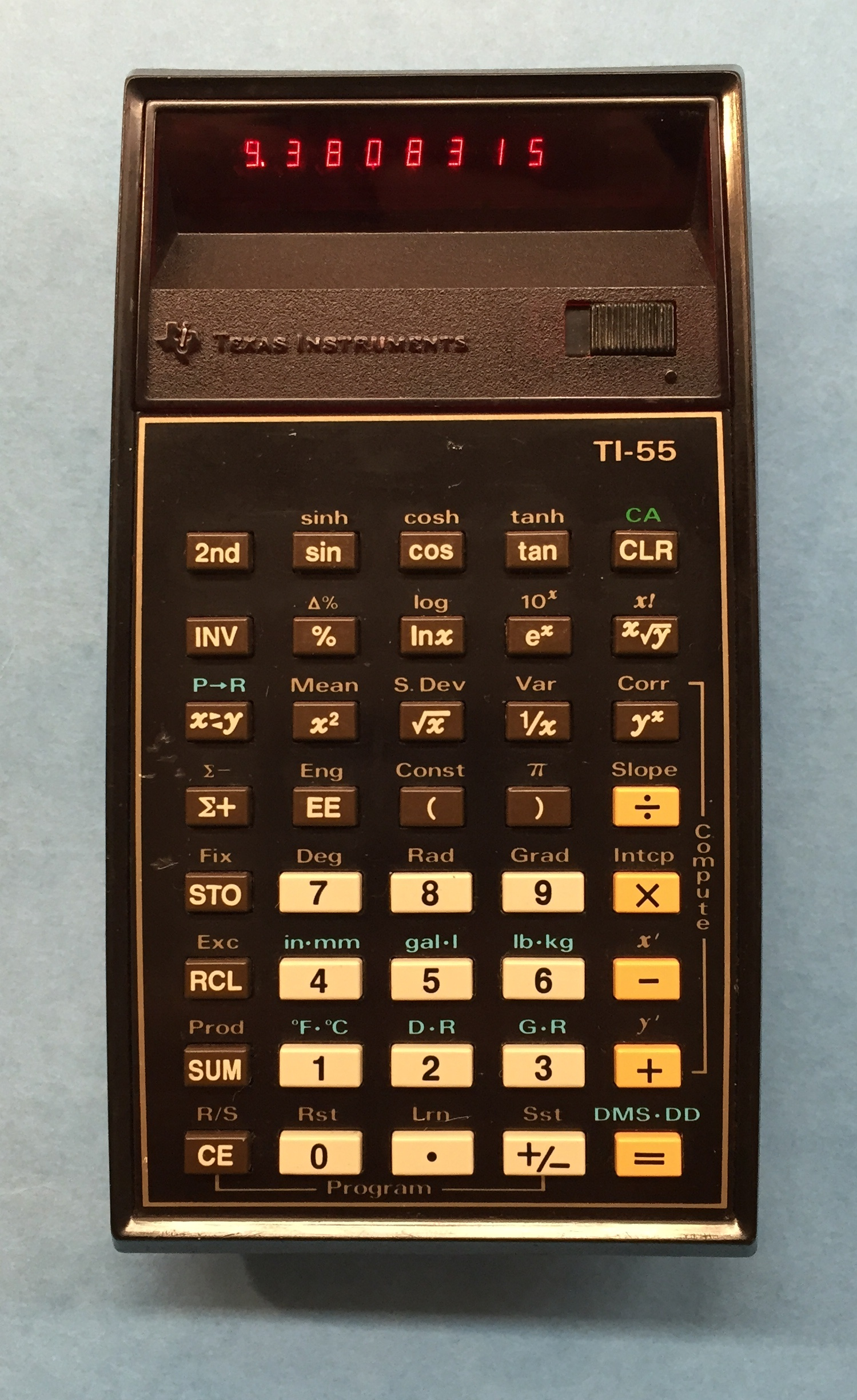
Texas Instruments TI-55

TI-55 é uma calculadora programável fabricada desde 1977 pela Texas Instruments. Tem peso de 6,4 onças (180 gramas) e um display LED.